# Поход на Бранденбург
Поход на маркграфство Бранденбург был предпринят польско-литовским войском в феврале — марте 1326 года. С папского одобрения и поддержки польский король Владислав I объединился с литовским князем Гедимином для участия в походе на владения Людовика IV. Папа Иоанн XXII был противником устремлений Людовика IV стать императором Священной Римской империи. Король Владислав I считал Ноймарк (Восточный Бранденбург) польской территорией, а литовцы и вовсе отправились за военными трофеями. Тевтонский орден под давлением папы соблюдал свои мирные договоры с Польшей и Литвой и не вмешивался в происходившее. Польско-литовская армия в течение месяца совершала набеги на земли Бранденбурга, добравшись до Франкфурта и Берлина и уведя в плен 6000 человек.

## Предыстория
После смерти Генриха VII, императора Священной Римской империи, в августе 1313 года разразилась война за его корону между двоюродными братьями — баварским герцогом Людвигом IV и австрийским герцогом Фридрихом I. Амбициозный папа Иоанн XXII считал себя высшим судьей и арбитром в этом конфликте. Когда Людовик IV проигнорировал папские указы и принял на себя всю имперскую власть, папа отлучил Людовика IV от церкви и сплотил против него европейскую знать.
Маркграфство Бранденбургское управлялось родом Аскании, который пресёкся после смерти маркграфов Вальдемара в 1319 году и Генриха II в 1320 году. Кризис престолонаследия вызвал сумятицу. Людовик IV считал престол маркграфства вакантным и после победы в битве при Мюльдорфе в 1323 году посадил на него своего сына, которого также звали Людовиком. В результате между владениями Людовика IV и польского короля Владислава I, которые боролись за влияние в Силезском герцогстве, образовалась общая граница. Поляки также считали Любушскую землю, которая была включена в Ноймарк (Восточный Бранденбург), своей территорией. Таким образом, папе Иоанну XXII не потребовалось много усилий, чтобы убедить короля Владислава I напасть на Бранденбург.
В конце 1324 или начале 1325 года литовский князь Гедимин заключил военный союз с Польшей, направленный в первую очередь против Тевтонского ордена. Союз был скреплён браком дочери Гедимина Альдоны и сына Владислава Казимира. В 1322 году Гедимин отправил папе Иоанну XXII письмо с туманными обещаниями принять христианство. Увидев в его фигуре потенциального нового союзника, папа отправил делегацию в Литву и под угрозой отлучения от церкви вынудил тевтонских рыцарей, поддерживавших Людовика IV, заключить в августе 1324 года мир с Гедимином, который действовал до 1328 года.

## Поход
7 февраля 1326 года с помощью папских легатов Владислав I заключил в Ленчице перемирие с тевтонскими рыцарями и тремя мазовецкими князьями, которое гарантировало безопасный проход литовских войск через Пруссию и Мазовию, пока они пребывали на «польской службе». Перемирие должно было длиться до Рождества 1326 года, и, по словам летописца Детмара фон Любека, папские легаты даже сопровождали армию, чтобы быть уверенными, что рыцари соблюдают перемирие. 10 февраля 1326 года Давид Гродненский повёл 1200 литовцев, на соединение к польским войскам. Вместе они разграбили города Франкфурт и Берлин, а также прилегающие к ним территории. Таким образом, язычникам удалось достичь Центральной Европы и нанести удар по Священной Римской империи, что потрясло западных правителей. Не встречая организованного сопротивления, польско-литовские войска в течение около месяца грабили церкви и монастыри. Со гласно источникам, они увели в рабство около 6000 пленных и захватили множество добычи. Она была настолько велика, что позволила жемайтийскому князю Маргирису заплатить 20 000 флоринов чешскому королю Иоганну, когда тот в 1329 году осадил литовскую крепость Медвегалис. Немецкие хронисты, в том числе Николай фон Ерошин, ярко описывали зверства, совершённые захватчиками. Их особенно возмущали литовцы-язычники, не проявлявшие никакого уважения к христианским символам, строениям и служителям. Сообщается, что обезумевший от литовской жестокости мазурский дворянин Анджей Гост подстерёг и убил Давида Гродненского.

## Последствия
Хотя поход и был успешной военной кампанией, принесший множество добычи, он не имел политического успеха. Он ещё больше усилил вражду между Польшей и тевтонскими рыцарями, которая вскоре переросла в польско-тевтонскую войну (1326—1332). Силезские Пясты восстали против Польши и признали сюзеренитет чешского короля Иоганна. Союз между папой и литовцами-язычниками, против которого организовывались крестовые походы, возмутил западных правителей и повредил репутации папы. В 1328 году Людовику удалось возвести на престол антипапу Николая V. Польско-литовский союз, просуществовавший до 1331 года, перестал действовать в результате литовского союза с Мазовецким княжеством, которое металось между Польшей, Литвой и тевтонскими рыцарями в попытке сохранить свою независимость. Надежды Гедимина на создание польско-литовско-венгерского союза против тевтонско-чешского союза не оправдались. Более того этот поход побудил чешского короля Иоганна присоединиться к крестовому походу против литовцев и захватить Медвегалис в 1329 году.